# 和巻耿介
和巻 耿介（わまき こうすけ、1926年10月11日 - 1997年10月14日）は、日本の作家、翻訳家。

## 略歴
兵庫県（大阪府）生まれ。本名・義一。1953年明治学院大学文学部英文科卒。役所勤務、教師などを経て文筆家。新鷹会会員。時代小説や怪奇ものを書き、翻訳した。
1972年池内祥三文学奨励賞受賞。

## 著書
- 『子の刻侍』（東方社） 1958
- 『巷談浮世風呂』（双葉新書、書下し時代小説文庫） 1965
- 『さまよう霊魂物語 信じようと,信じまいと』（日本文芸社） 1967
- 『心霊ミステリー』（大陸書房） 1971
- 『江戸犯科絵図』（春陽文庫） 1972
- 『稲妻浪人』（春陽文庫） 1973
- 『世界ミステリーゾーン』（小学館、小学館入門百科シリーズ） 1974
- 『江戸ねずみ犯科帳』（春陽文庫） 1975
- 『白老人の怪奇談』（国土社、日本少年文庫） 1975
- 『天保漂船記』（毎日新聞社） 1977
- 『いろまち切絵図』（春陽文庫） 1981
- 『五二半捕物帳 御府内隠密廻り同心』（春陽文庫） 1983
- 『地獄の上の五百日』（野崎猛絵、学校図書） 1983
- 『鼠という奴』（春陽文庫） 1983
- 『鬼談御旅籠海豚屋』（春陽文庫） 1985
- 『続・五二半捕物帳 御府内隠密廻り同心』（春陽文庫） 1985
- 『久美のいちばん星』（中沢紀子画、金の星社、文学の扉） 1986
- 『王道の門 疾風編　長編合気道小説』（光文社文庫） 1989
- 『王道の門 迅雷返　長編合気道小説』（光文社文庫） 1989
- 『新・五二半捕物帳 御府内隠密廻り同心』（春陽文庫） 1989
- 『怪物医師 長編ドキュメント・ノベル』（光文社文庫） 1990
- 『草の巨人 二宮尊徳伝』（毎日新聞社） 1991
- 『評伝新居格』（文治堂書店） 1991
- 『織田軍・全合戦記 歴史ドキュメント』（光文社文庫） 1992
- 『女人魔艶帳 いろまち切絵図』（広済堂文庫） 1992
- 『日本泥坊伝』（毎日新聞社、ミューブックス） 1993
- 『五二半捕物帳 御府内隠密廻り同心 4』（春陽文庫） 1996
- 『五二半捕物帳 御府内隠密廻り同心 5』（春陽文庫） 1997
- 『五右衛門新傳説』（徳間文庫） 1997

## 翻訳
- 『滅びゆくインディアン』（C・ハミルトン編、大陸書房） 1969
- 『冒険への航海』（ドッド・オズボーン、大陸書房） 1969
- 『謎の研究』（デニス・バーデンズ、大陸書房） 1972
- 『古代竜と円盤人』（F・W・ホリディ、大陸書房） 1973
- 『オカルトの魔術』（クリスチナ・ホール、大陸書房） 1974
- 『北米インディアン生活誌』（C・ハミルトン編、横須賀孝弘監修、社会評論社） 1993
- 『奇現象ファイル』（F・W・ホリデイ、角川春樹事務所、ボーダーランド文庫） 1997
- 『霊界写本』（ハンス・ホルツァー、角川春樹事務所、ボーダーランド文庫） 1997